# Working Class Dog
Working Class Dog es el quinto álbum de estudio del músico australiano Rick Springfield, publicado por RCA Records en 1981. Fue certificado disco de platino en los Estados Unidos, donde vendió cerca de tres millones de copias. Produjo el sencillo más exitoso de Springfield, «Jessie's Girl», el cual logró encabezar la lista de éxitos Billboard Hot 100 durante dos semanas.
El álbum fue publicado en formato de disco compacto en 2006, con tres canciones adicionales.

## Lista de canciones
Todas escritas por Rick Springfield, excepto «I've Done Everything for You», escrita por Sammy Hagar.

| Lado A |                                |          |  |
| N.º    | Título                         | Duración |  |
| 1.     | «Love Is Alright Tonite»       | 3:28     |  |
| 2.     | «Jessie's Girl»                | 3:14     |  |
| 3.     | «Hole in My Heart»             | 3:12     |  |
| 4.     | «Carry Me Away»                | 3:01     |  |
| 5.     | «I've Done Everything for You» | 3:17     |  |

| Lado B |                       |          |  |
| N.º    | Título                | Duración |  |
| 6.     | «The Light of Love»   | 2:43     |  |
| 7.     | «Everybody's Girl»    | 2:59     |  |
| 8.     | «Daddy's Pearl»       | 2:37     |  |
| 9.     | «Red Hot & Blue Love» | 2:57     |  |
| 10.    | «Inside Silvia»       | 4:43     |  |

| Edición 25th Anniversary |                                   |          |  |
| N.º                      | Título                            | Duración |  |
| 11.                      | «Easy to Cry» (Inédita)           | 3:33     |  |
| 12.                      | «Taxi Dancing» (Versión original) | 3:35     |  |
| 13.                      | «Jessie's Girl» (Demo)            | 3:11     |  |

## Créditos
- Rick Springfield - voz, guitarra, bajo, teclados
- Robben Ford - guitarra
- Neil Giraldo - guitarra, bajo
- Gabriel Katona - teclados
- Jeff Eyrich - bajo
- Mike Baird - batería
- Jack White - batería
- Jeremiah Cox - coros
- Tom Kelly - coros